# Baruch Samuel Blumberg
Baruch Samuel Blumberg, ameriški zdravnik, nobelovec, * 28. julij 1925, Brooklyn, New York, ZDA, † 5. april 2011, Mountain View, Kalifornija, ZDA.
Za odkritja novih mehanizmov pri nastajanju in širjenju nalezljivih bolezni je leta 1976 skupaj z Danielom C. Gajdusekom prejel Nobelovo nagrado za fiziologijo ali medicino.

## Življenjepis
V 50-ih letih 20. stoletja je s pomočjo osnovne imunološke tehnike difuzije na agarnem gelu preučeval razlike v serumskih beljakovinah med posamezniki. S tem delom je nadaljeval tudi leta 1957, ko se je zaposlil na Nacionalnih inštitutih za zdravje. Leta 1964 je postal član Fox Chase Cancer Center v Filadelfiji. Potoval je po svetu ter jemal ljudem vzorce krvi. Preučeval je dedne raznolikosti med posamezniki, zaradi katerih nekateri zbolijo za določeno boleznijo, npr. rakom, drugi pa ne, čeravno živijo v podobnem okolju. Leta 1964 je med preučevanjem zlatenice v serumu nekega Aborigina  odkril povrhnji antigen virusa hepatitisa B. Poimenoval ga je »avstralski antigen«. Blumberg je s svojo ekipo razvil test za ugotavljanje okužbe s hepatitisom B ter s tem omogočil preprečevanje širjenja okužbe z darovano krvjo, razvil pa je tudi cepivo.